# Antecosuchus
Antecosuchus és un gènere extint de sinàpsids de la família dels bàurids que visqueren en allò que avui en dia és l'Europa oriental durant el Triàsic mitjà, fa entre 242 i 247,2 milions d'anys. Se n'han trobat restes fòssils a l'óblast d'Orenburg (Rússia). El crani de l'holotip devia fer uns 15 cm. Les dents postcanines, cinc a cada rengle de dents, estaven separades de la dent canina per un diastema gairebé igual d'ampli que totes les dents postcanines juntes. Les dents postcanines anteriors eren més grosses que les posteriors. El nom genèric Antecosuchus significa ‘cocodril antec’.